# Glauconycteris humeralis
Glauconycteris humeralis é uma espécie de morcego da família Vespertilionidae. Pode ser encontrada na República Democrática do Congo e Uganda.